# F.A.M.E. Awards

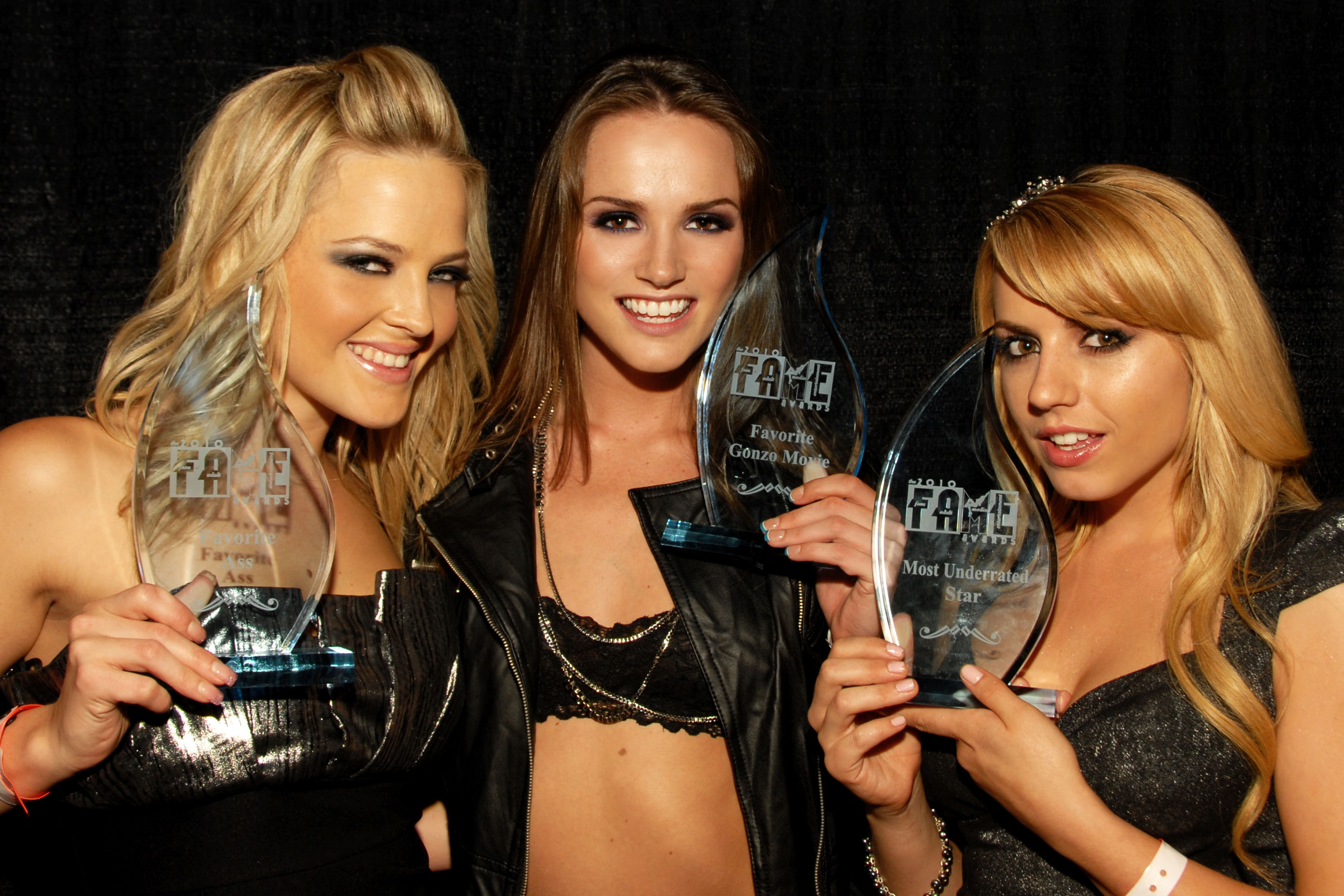
Laureatki nagród F.A.M.E w 2010 roku. Od lewej: Alexis Texas, Tori Black oraz Lexi Belle.

F.A.M.E. Awards (Fans of Adult Media and Entertainment) – nagrody filmowe branży pornograficznej przyznawane w latach 2006-2010.
Głosowanie rozgrywało się w dwóch rundach. Pierwsza runda to runda nominacji. Top 8 z pierwszej rundy przechodzi do rundy finałowej.

## Zwycięzcy
|                                            | 2006                                 | 2007                 | 2008             | 2009                            | 2010                        |
| Ulubiona Żeńska Gwiazda                    | Jenna Jameson                        | Tera Patrick         | Tera Patrick     | Tera Patrick                    | Tori Black                  |
| Ulubiona Męska Gwiazda                     | Ron Jeremy                           | Randy Spears         | Evan Stone       | Evan Stone                      | Evan Stone                  |
| Ulubiona Gwiazda: Oral                     | Carmen Luvana                        | Jenna Haze           | Penny Flame      | Jenna Haze                      | Sasha Grey                  |
| Ulubiona Gwiazda: Anal                     | Taylor Rain                          | Courtney Cummz       | Jenna Haze       | Belladonna                      | Jenna Haze                  |
| Ulubione Piersi                            | Stormy Daniels                       | Stormy Daniels       | Ashlynn Brooke   | Stormy Daniels                  | Sunny Leone                 |
| Ulubiony Tyłek                             | Jenna Haze                           | Teagan Presley       | Gina Lynn        | Teagan Presley                  | Alexis Texas                |
| Najgorętsze Ciało                          | Jenna Jameson                        | Jesse Jane           | Jesse Jane       | Jesse Jane                      | Teagan Presley              |
| Ulubiona Amatorka                          | Alektra Blue i Brandy Talore (remis) | Amy Ried             | Bree Olson       | Tori Black                      | Lupe Fuentes                |
| Favorite Feature Movie                     | Pirates                              | Island Fever 4       | Babysitters      | Pirates II: Stagnetti’s Revenge | 2040                        |
| Favorite Gonzo Movie                       | Belladonna: No Warning               | Jenna Haze Dark Side | InTERActive      | Lex the Impaler 3               | Tori Black Is Pretty Filthy |
| Favorite Celebrity Sex Tape                |                                      |                      | 1 Night in Paris |                                 |                             |
| Ulubiona Reżyserka                         | Jules Jordan                         | Jules Jordan         | Stormy Daniels   | Belladonna                      | Jules Jordan                |
| Najbardziej Zbereźniała Dziewczyna w Porno | Taryn Thomas                         | Belladonna           | Hillary Scott    | Jenna Haze                      | Jenna Haze                  |
| Ulubione Studio                            |                                      | Vivid Entertainment  | Evil Angel       | Brazzers                        | Vivid Entertainment         |
| Ulubiona Aktorka Wszech czasów             |                                      | Jenna Jameson        |                  |                                 |                             |
| Favorite Underrated Star                   |                                      |                      | Brooke Haven     | Daisy Marie                     | Lexi Belle                  |
| MILF/Cougar Star                           |                                      |                      |                  |                                 | Lisa Ann                    |